# Primavera Àrab

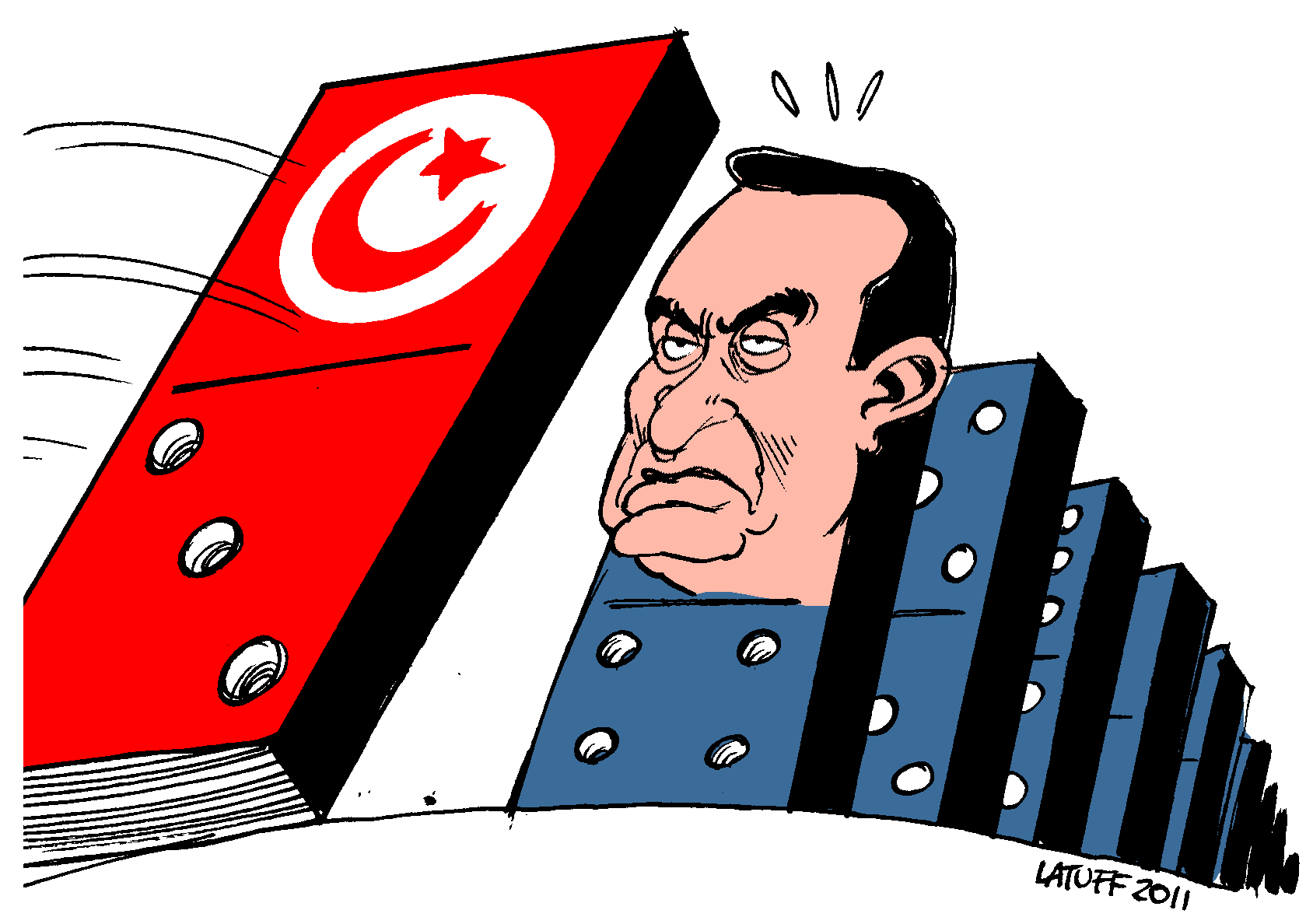
Una caricatura per Carlos Latuff, que representa una fitxa de Hosni Mubarak a punt de caure, després que ho fes el règim de Tunísia, amb efecte dòmino.

La primavera àrab és el nom d'una sèrie d'aixecaments, manifestacions i protestes contra l'atur i les restriccions polítiques dels països àrabs entre 2010 i 2011. Començà amb la Revolució de Tunísia, seguit per la revolució egípcia de 2011. Llevat de Tunísia on hi va haver un canvi de règim, en molts altres països va ser l'inici d'un període d'incertesa i inestabilitat: el Iemen, la Guerra Civil de Líbia, la Guerra Civil siriana i Jordània, i amb menor incidència a Mauritània, l'Aràbia Saudita, Oman, Sudan i el Líban. Van derrocar els governs d'Egipte, Tunísia i Líbia. L'aixecament del poble tunisià va crear un efecte a les altres nacions àrabs, un punt d'inflexió del qual l'impacte final –malgrat els retrocessos com a Egipte i Síria– encara no és clar. L'onada de revolucions i protestes inicials es va esvair a mitjan 2012, ja que moltes manifestacions de la primavera àrab van rebre respostes violentes per part de les autoritats.

## Anàlisi
La primavera àrab és considerada la primera gran onada de protestes laiques i democràtiques del món àrab al segle xxi. Les protestes, d'índole social i en el cas de Tunísia, recolzada per l'exèrcit, van estar causades per factors estructurals i demogràfics, unes condicions de vida dures arrelades en l'atur, al que s'afegien règims corruptes i autoritaris. Segons explicà Pedro Fuentes des del PSOL, aquests règims, nascuts dels nacionalismes àrabs d'entre les dècades de 1950 i 1970, es van anar convertint en governs repressors que impedien una oposició política creïble que va donar lloc a un buit omplert per moviments islamistes de diversa índole. Juan Goytisolo llistà altres causes com les males condicions de vida, a més de la desocupació i de la injustícia política i social dels seus governs, que radiquen en la manca de llibertats, l'alta militarització dels països i la manca d'infraestructures en llocs on tot el benefici d'economies creixents va a parar a mans d'uns pocs corruptes. Manuel Castells les amplià amb els empresonaments foscos.
Alguns havien analitzat per què aquestes revolucions no van poder ocórrer abans en el món àrab. S'ha dit que fins a la Guerra Freda els països àrabs supeditaven els seus interessos nacionals als de les superpotències estatunidenca i soviètica, enfrontades per l'hegemonia global. No és fins a la fi de la Guerra Freda quan, llevat d'excepcions, es permet a aquests països més llibertat política, coincidint amb un ampli procés de globalització que va difondre les idees d'Occident per la difusió d'internet i la gran presència de les xarxes socials. La xarxa, al seu torn, va implementar la seva presència a la dècada dels 2000 gràcies als plans de desenvolupament de la Unió Europea. La majoria dels manifestants van ser joves (no en va les protestes d'Egipte han rebut el nom de revolució dels joves), propers a internet i la principal diferència amb les generacions predecessores és que compten amb estudis bàsics, i fins i tot de vegades superiors i universitaris. Immanuel Wallerstein considerà la Primavera àrab actual com una segona rebel·lió àrab, hereva del que s'anomena esperit o corrent de 1968 anticolonialista -davant l'exterior- i antiautoritària -enfront del interior- que no va arribar a triomfar en el seu dia i que ara torna a ressorgir -encara amb contradiccions-, i que s'ha d'entendre com a part fonamental dels moviments mundials de protestes (protestes a Grècia de 2010-2011, Moviment 15-M, Mobilització estudiantil a Xile de 2011-2013, Moviment #Yosoy132 a Mèxic, mobilitzacions estudiantils a Colòmbia de 2011 i 2012, Occupy Wall Street, vagues a la Xina el 2011).

## Cronologia
La revolta va començar el 17 de desembre de 2010 a Tunísia, quan la policia va arrabassar a Mohamed Bouazizi, un venedor de fruita ambulant, les seves mercaderies. La immolació de Mohamed Bouazizi davant del palau del governador de Sidi Bou Zid, una ciutat de 90.000 habitants al sud-oest de Tunísia al costat de la frontera algeriana, va ser el disparador de l'escalada de les protestes contra la corrupció, injustícia i males condicions de vida que van conduir a la revolució demòcrata.
Tunísia ja havia experimentat una sèrie de conflictes durant els tres anys previs, el més notable s'havia produït a la zona minera de Gafsa el 2008, on les protestes van continuar durant molts mesos.
Alguns s'han referit als conflictes successius i encara en curs com l'hivern àrab. A maig de 2018, només l'aixecament a Tunísia ha donat lloc a una transició cap a la governança democràtica constitucional. Les recents revoltes al Sudan i Algèria mostren que les condicions que van iniciar la primavera àrab no s'han esvaït i que encara es produeixen moviments polítics contra l'autoritarisme i l'explotació. El 2019, múltiples aixecaments i moviments de protesta a Algèria, Sudan, Iraq, Líban i Egipte s'han vist com una continuació de la primavera àrab.
| Inici                                    | País                        | Fi                                                          | Tipus de protestes | Reacció | Morts                                    |
| ---------------------------------------- | --------------------------- | ----------------------------------------------------------- | --- | --- | ---------------------------------------- |
| 9 d'octubre de 2010                      | Sàhara Occidental           | 9 de novembre de 2010                                       | Campament de protesta, protestes multitudinàries i atacs d'oficines del govern. | Negociacions entre el Ministeri de l'Interior del Marroc i el comitè del campament de protesta (Nov. 4-5), intervenció de la policia par desmantellar el campament (Nov. 8), disturbis a Al-Aaiun i altres poblacions, enfrontaments entre manifestants saharauis i policia i colons marroquins (Nov. 8-9), cese del governador d'Al-Aaiun (Nov. 26). | 18 (Marroc oficial) 38 (Front Polisario) |
| 18 de desembre de 2010                   | Tunísia                     | Revolució de Tunísia Govern derrocat el 14 de gener de 2011 | Revolució:Immolació pel foc de Mohamed Bouazizi; manifestacions multitudinàries per tot el país; ocupació d'espais públics; atacs d'oficines del partit al govern i també d'algunes comissaries de policia. | Derrocament del president Ben Ali i del primer ministre Ghannouchi; dissolució de la policia política i de l'antic partit governamental; alliberament dels presos polítics | 338                                      |
| 28 de desembre de 2010                   | Algèria                     | 10 de gener de 2012                                         | Multitudinàries:manifestacions; immolacions. | El president Bouteflika promet el final de l'estat d'emergència promulgat des de fa 19 anys en un futur molt proper (3 febrer), el primer ministre Ahmed Ouyahia diu el 16 febrer que l'estat d'emergència serà eliminat a la fi del mes. | 8                                        |
| 13 de gener de 2011 15 de febrer de 2011 | Líbia                       | Govern derrocat el 22 d'agost de 2011                       | Revolta armada:manifestacions per tot el país contra l'oligarquia i la corrupció. Les protestes més importants van començar a Bengasi i es van escampar a altres ciutats; xocs violents entre els manifestants i els seguidors del govern i la policia, producte de la forta repressió. Opositors al règim controlen diverses ciutats incloent Misurata i Bengasi i envolten Trípoli. L'oposició constitueix un govern paral·lel reconegut per diversos països i per la Lliga Àrab. | El govern libi promet inicialment millores en habitatge i economia. Davant de protestes, ataca militarment opositors i aconsegueix recuperar territori, envoltant Bengasi i Misurata. Les Nacions Unides rebutgen les accions de Gaddafi, embarguen béns del govern a l'estranger i posteriorment estableixen una zona d'exclusió aèria. Una coalició internacional executa accions militars contra l'exèrcit lleial a Gaddafi. El 22 d'agost, les tropes rebels entren a Trípoli amb el suport de les forces aèries de l'OTAN i acorralen el líder libi, que fuig a Sirte, i cau el 20 d'octubre. L'OTAN va bombardejar la caravana en què al-Qaddafi intentava fugir, però aquest va sobreviure a l'atac, i fou linxat pels rebels i mort per un tret al cap. | 4.700 morts 2100 desapareguts            |
| 14 de gener de 2011                      | Jordània                    | 4 octubre de 2012                                           | Menors:manifestacions | Canvi de govern: el rei Abdallah II anuncia la caiguda del Primer Ministre i la convocatòria d'un nou govern. El 30 de setembre de 2011 el rei aprova canvis als 42 articles de la constitució i l'octubre destitueix el primer ministre Marouf al-Bakhit i el seu gabinet després de queixes de progressos lents en les reformes promeses. A l'abril de 2012, mentre continuen les protestes, Awn Al-Khasawneh va dimitir i el rei nomena Fayez Tarawneh com a nou primer ministre de Jordània i l'octubre de 2012, Abdullah dissol el parlament per a noves eleccions anticipades i nomena Abdullah Ensour com a nou primer ministre. | 3                                        |
| 17 de gener de 2011                      | Mauritània                  | 2013                                                        | Menors:immolació | | 1                                        |
| 17 de gener de 2011                      | Sudan                       | 26 d'octubre de 2013                                        | Menors:manifestacions | En 21 de febrer de 2011 Omar al-Bashir anuncia que no es presenta en les eleccions de 2015, tanmateix el Partit del Congrés Nacional del Sudan l'escull com a candidat en 2015 en les que resulta escollit. | més de 200                               |
| 17 de gener de 2011                      | Oman                        | 8 d'abril de 2011                                           | Menors:manifestacions | El sultà Qaboos fa canvis en el govern i anuncia un increment en el salari mínim dels empleats del sector privat de 140 rials als 200 rials | 0                                        |
| 18 de gener de 2011                      | Iemen                       | 27 de febrer de 2012                                        | Multitudinàries:protestes a nivell nacional; disturbis | Després de la Revolució Iemenita, el president Salih deixa el càrrec a principis del 2012 com a part d'un acord entre el govern iemenita i grups d'oposició. Continua la crisi iemenita | 2000                                     |
| 20 de gener de 2011                      | Albània                     |                                                             | Menors:manifestacions poc massives però violentes. | | 0                                        |
| 21 de gener de 2011                      | Aràbia Saudita              | 24 de desembre de 2012                                      | Menors: | Concessions econòmiques, expansió dels drets de les dones, que poden votar i ser elegides a les eleccions municipals del 2015 i ser nominades al Consell Shura. | 20                                       |
| 25 de gener de 2011                      | Egipte                      | 3 de juliol de 2013                                         | Revolució: immolacions; importants aldarulls als carrers; protestes per tot el país; atacs contra comissaries i oficines; enfrontament entre protestants i afins al govern; ocupació d'espais públics. | Revolució egípcia de 2011. Caiguda del govern de Hosni Mubàrak i dels primers ministres Ahmed Nazif i Ahmed Shafiq, assumpció del poder pel Consell Suprem de les Forces Armades, suspensió de la Constitució i dissolució del Parlament, el Servei d'Investigacions de Seguretat de l'Estat, el NDP i transferència dels seus béns a l'Estat, detenció i processament de Mubarak, la seva família i els seus antics ministres, aixecament de l'estat d'emergència de 31 anys i eleccions democràtiques celebrades per substituir Mubarak com a president; Mohamed Morsi elegit i investit. | 365.                                     |
| 26 de gener de 2011                      | Síria                       | 15 de març del 2011, esclat de la Guerra Civil siriana      | Immolacions; manifestacions pacífiques i, després de la repressió policial amb víctimes, multitudinàries; destrosses de símbols del poder, importants desercions de l'exèrcit i combats entre soldats i desertors, formació de l'Exèrcit Lliure de Síria i revolta que acaba en guerra civil. | El president Bashar al-Assad promet reformar el govern (31 de gener). | 1000-5000                                |
| 30 de gener de 2011                      | Líban                       | 15 de desembre de 2011                                      | Manifestacions; enfrontaments entre la policia antiavalots i els partidaris de Saad Hariri | | 0                                        |
| 20 de febrer de 2011                     | Marroc                      | Febrer-març de 2012                                         | Multitudinàries:immolacions; el moviment del 20 de febrer reclama "igualtat, justicia social, ocupació, habitatge, educació i salaris més alts". | El rei Mohammed VI convoca el Referèndum constitucional marroquí de 2011 i eleccions parlamentàries anticipades el 7 d'octubre de 2011. | 6                                        |
| 1 de febrer de 2011                      | Djibouti                    | 11 de març de 2011                                          | Menors:manifestacions | | 0                                        |
| 10 de febrer de 2011                     | Iraq                        | 23 de desembre de 2011                                      | Multitudinàries:immolaciones; manifestacions a diverses ciutats. Dia de la ira | El primer ministre Nuri Al Maliki anuncia que no es presentarà per un tercer mandat (5 de febrer),Haider al-Abadi guanya les eleccions, i Estat Islàmic pren grans parts del país. | 23                                       |
| 13 de febrer de 2011                     | Somàlia                     |                                                             | Menors:manifestacions | | 5.                                       |
| 14 de febrer de 2011                     | Bahrain                     | 18 de març de 2011                                          | Multitudinàries:manifestacions massives; ocupació dels principals espais públics | El rei Hamad bin Isa Al Khalifa promet 1.000 dinars ($2.652) per família. El 22 de febrer el rei decideix alliberar els presos polítics. | 30                                       |
| 14 de febrer de 2011                     | Iran                        | 14 de febrer de 2012                                        | Multitudinàries:manifestacions massives; ocupació d'espais públics | | 3                                        |
| 18 de febrer de 2011                     | Kuwait                      | Desembre de 2012                                            | Menors:manifestacions | Dimissió del primer ministre Nasser Al-Sabah i dissolució del Parlament | 0                                        |
| Víctimes totals:                         | entre 3.500 i més de 10.000 |                                                             | | |                                          |

## Paper de les xarxes socials
Les xarxes socials van ser l'eina mitjançant la qual els col·lectius àrabs de ideologies anàlogues sobre la decadent situació de la seva població, es reunien virtualment i organitzaven i difonien les manifestacions arreu. Gràcies a l'abast mundial sense fronteres que proporcionen les xarxes, la situació de la població àrab va ser ràpidament coneguda internacionalment. Tant és així que la causa va esdevenir tema del moment a Twitter, obtenint una amplia repercussió mundial. La digitalització del conflicte a les xarxes va causar un impacte de tals magnituds que diversos governs, com per exemple, el d'Egipte, va tallar internet i totes les connexions internacionals immediatament, aïllant el poble de la seva eina més poderosa. Actualment, les xarxes socials com Facebook i Twitter són considerades com una icona de les revolucions de la Primavera Àrab.

## Llegat deu anys després
Les revolucions i revoltes al món àrab deixaren un bagatge de derrotes, però també la memòria d'un desastre «diferent» a partir del qual aixecar-se de nou. La mort de Mohamed Bouazizi va produir una sacsejada sísmica regional que es va estendre des del nord d'Àfrica fins al golf Pèrsic i va enderrocar diversos dictadors locals: Ben Ali a Tunísia, Hosni Mubarak a Egipte, Ali Abdallah al-Salih al Iemen i Gaddafi a Líbia.
Els tunisians van popularitzar el lema que després repetirien milions de persones «pa, llibertat, dignitat», mentre la paraula karama («dignitat») va creuar el Mediterrani i va resumir també les protestes dels indignats europeus. Durant algunes setmanes, aquest tsunami democràtic va semblar capaç d'eliminar, o almenys erosionar seriosament, el poder de les sinistres forces trigèmines que havien mantingut aquesta zona del món en el cep obsolet de la Guerra Freda: la dictadura, el gihadisme, la intervenció estrangera.
En alguns dels països les dictadures es mantenen intactes com al golf Pèrsic o han tornat amb ímpetu redoblat: n'hi ha prou amb evocar els almenys 60.000 presos polítics d'Egipte, mentre el seu dictador, el general Al-Sisi, va ser rebut amb tots els honors a París i condecorat per Macron amb la Legió d'Honor, en una declaració simbòlica depriment de «retorn a la normalitat».